# Алфавитная запись чисел
Алфави́тная за́пись чи́сел — система, в которой буквам (всем или только некоторым) приписываются числовые значения, часто (но не всегда) следующие порядку букв в алфавите. Чаще всего первые девять букв получают значения от 1 до 9, следующие девять — от 10 до 90. Для записи числа составляются буквы, сумма значений которых выражает это число. Для очень больших чисел применяются своего рода диакритические знаки, показывающие, например, что перед нами — не единицы, а тысячи.

## Основные системы алфавитной записи чисел

### Греческая
| Единицы | α   | β   | γ   | δ   | ε   | ϝ   | ζ   | η   | θ   |
| Единицы | 1   | 2   | 3   | 4   | 5   | 6   | 7   | 8   | 9   |
| Десятки | ι   | κ   | λ   | μ   | ν   | ξ   | ο   | π   | ϟ   |
| Десятки | 10  | 20  | 30  | 40  | 50  | 60  | 70  | 80  | 90  |
| Сотни   | ρ   | σ   | τ   | υ   | φ   | χ   | ψ   | ω   | ϡ   |
| Сотни   | 100 | 200 | 300 | 400 | 500 | 600 | 700 | 800 | 900 |

Примечание 1. В Византийской империи вместо дигаммы (ϝ) значение 6 стала выражать стигма (ϛ), лигатура букв сигма (σ) и тау (τ).
Примечание 2. Архаические буквы коппа (ϟ) и сампи (ϡ) не входят даже в классический 24-буквенный древнегреческий алфавит, но для записи чисел (имея значение 90 и 900, соответственно) изредка применяются до сих пор.
Для записи чисел могли применяться как строчные, так и прописные буквы. Порядок — сотни-десятки-единицы. Числа от слов текста отличались тем, что над ними проводилась черта и (или) после числа ставился штрих («числовой апостроф»). Тысячи, десятки тысяч, сотни тысяч обозначались теми же буквами, что и простые единицы, десятки, сотни, но со штрихом внизу слева ,α σ λ δ’ = 1234.
В старопечатных книгах по причине отсутствия литер для коппы и сампи обычно применялись похожие знаки — еврейский ламед (ל) вместо коппы и знак наподобие заглавной русской буквы «Э» вместо сампи. Стигма же ставилась строчная даже в числа, набранные прописными буквами.

### Eврейская
В иврите каждой букве соответствует численное значение от 1 до 400 согласно следующей таблице:
| Единицы | א   | ב   | ג   | ד   | ה  | ו  | ז  | ח  | ט  |
| ------- | --- | --- | --- | --- | -- | -- | -- | -- | -- |
| Единицы | 1   | 2   | 3   | 4   | 5  | 6  | 7  | 8  | 9  |
| Десятки | י   | כ   | ל   | מ   | נ  | ס  | ע  | פ  | צ  |
| Десятки | 10  | 20  | 30  | 40  | 50 | 60 | 70 | 80 | 90 |
| Сотни   | ק   | ר   | ש   | ת   |    |    |    |    |    |
| Сотни   | 100 | 200 | 300 | 400 |    |    |    |    |    |

Запись — позиционная, сначала (справа) старшие порядки, затем младшие. Например, ל"ג — это 30+3=33, ט"ו — это 9+6=15. Для получения чисел крупнее, чем 499, используется сочетание двух букв: ת"ק имеет значение 500, ת"ש имеет значение 700, а תת"ק — это 400+400+100=900. Тысяча может обозначаться как תת"ר или как 'א; во избежание разночтений тысяча будет обозначаться как תת"ר тогда, когда буква א может быть понята как количество единиц. Для выражения более крупных числительных численное значение букв умножается на нужную степень тысячи; так, число ברכ"ה означает 2000+200+20+5=2225: буква ב, стоящая в числительном перед более высокой по числовому значению буквой ר, должна читаться как «две тысячи», а не как «два». 
Эти цифры чаще всего используются для записи дат.

### Кириллическая
Кириллическая система буква в букву воспроизводит греческую. В стандартном церковнославянском варианте, используемом и сегодня, она имеет следующий вид:
| Единицы | а   | в   | г   | д   | є   | ѕ   | з   | и   | ѳ   |
| Единицы | 1   | 2   | 3   | 4   | 5   | 6   | 7   | 8   | 9   |
| Десятки | і   | к   | л   | м   | н   | ѯ   | ѻ   | п   | ч   |
| Десятки | 10  | 20  | 30  | 40  | 50  | 60  | 70  | 80  | 90  |
| Сотни   | р   | с   | т   | у   | ф   | х   | ѱ   | ѿ   | ц   |
| Сотни   | 100 | 200 | 300 | 400 | 500 | 600 | 700 | 800 | 900 |

Для записи чисел используются почти исключительно строчные буквы (даже в составе текста, набранного одними прописными), хотя изредка можно найти и примеры применения прописных. Порядок обычный — сотни-десятки-единицы, но в числах, оканчивающихся на 11, 12, …, 19, последние два знака переставляются согласно славянскому прочтению (один-на-дцать, то есть сперва «один», а потом «дцать» = 10). Тысячи, десятки тысяч и сотни тысяч обозначаются теми же буквами, что и обычные единицы, десятки, сотни, но слева (или слева снизу) ставится особый значок «҂». Для отличия от обычных слов текста над числом ставится особый знак «титло» (над единственной или над предпоследней буквой). Например, ҂асл҃д = 1234.
Примечания:

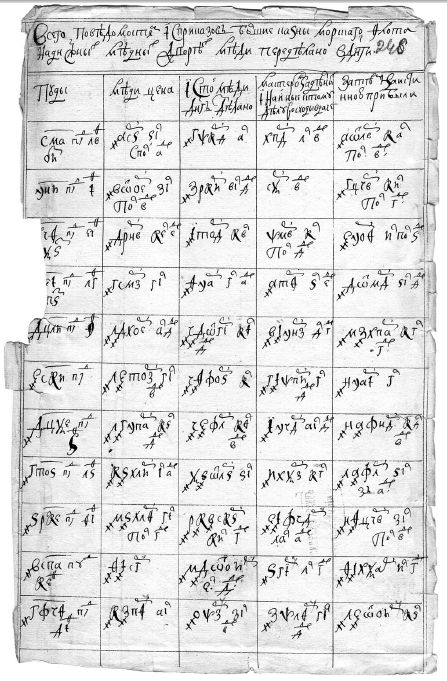
Акт передела меди в монету (начало XVIII века)

- Числовое значение 5 первоначально несла обычная буква е, так называемая «узкая е», но так как по церковно-славянской орфографии она не могла стоять в начале слова или изолированно, позже стал применяться её другой вариант є, так называемая «широкая е» , из которого впоследствии развилась украинская буква «є».
- Для числового значения 6 в древности применялась как обычная буква «зело» (ѕ), так и зеркально перевёрнутая.
- Буква «і» в числовом употреблении точек не имеет.
- По той же причине, что и для 5, для числового значения 70 обычно применяется не обычная буква «о», а её так называемый «широкий» вариант (ѻ, этот символ в Юникоде по недоразумению называется «круглой омегой», англ. round omega).
- Значение 90 в самых древних кириллических текстах выражала не буква «ч», а заимствованный из греческого знак «коппа» (ҁ).
- В западнорусских церковнославянских изданиях до последней четверти XIX века (а на Западной Украине и позже) в значении 200 использовалась не обычная буква «с» (очень узкая и мелкая в полууставных шрифтах), а её крупный круглый вариант (более широкий, чем прописная «С», но поменьше по вертикали).
- Значение 400 в древности выражала буква ижица (ѵ), позже так называемый «ик» — у-образный знак, используемый только как числовой и в составе диграфа «ук» (ѹ). Использование в числовом значении ика характерно для российских изданий, а ижицы — для старопечатных западнорусских, позднейших южнославянских и румынских.
- В значении 800 могла применяться как «голая» омега (ѡ), так и (чаще) составной знак «от» (ѿ); подробнее см. в статье «Омега (кириллица)».
- Значение 900 в древности выражалось малым юсом (ѧ), несколько похожим на соответствующую греческую букву «сампи» (Ϡ); позже в этом значении стала применяться буква «ц».

Кроме того, старинные варианты кириллической записи чисел могли отличаться следующим:
- до и после числа, а иногда и между «цифрами» ставились точки;
- знак титла мог ставиться над каждой буквой, либо же он мог быть длинным и покрывать всё число;
- в случае с денежными суммами титло иногда заменяли надстрочной лигатурой «ру», «де» или буквой «а», соответственно символами рубля, денги или алтына;
- большие числа (десятки тысяч, сотни тысяч) могли выражаться не как «знак „҂“ + буква для десятков или сотен», а как буква для единиц, специальным образом обведённая; разные способы такого обвода соответствовали разным разрядам: сплошной кружок — десяткам тысяч («тьмам»), пунктирный — сотням тысяч («легеонам»), из запятых — миллионам («леодрам»), из крестиков — десяткам миллионов («вранам»); впрочем, для больших чисел эти обозначения были довольно нестабильны;
- в старопечатных книгах западнорусского происхождения, более точно воспроизводящих греческую систему обозначений, в конце чисел мог ставиться штрих (иногда выглядящий как ударение над последней буквой).
- Церковнославянская изопсефия

### Тибетская
В Тибете для нумерации страниц и книг в библиотеках применяется тибетский алфавит. От 1 до 30 — простые буквы, от 31 до 60 — те же буквы с огласовкой гигу, от 61 до 90 — с огласовкой жабкью, от 91 до 120 — дренбу, от 121 до 150 — наро. Подобная система применяется и в тибетской астрологии карци.

## Программы
- «Creounity Машина Времени» — нумизматический конвертер дат, в том числе по следующим системам алфавитной записи: русская кириллическая, еврейская, грузинская и др.
- «Титло» — переводчик чисел из современной записи в запись буквами кириллицы и глаголицы (и обратно) и др.